# Leucothyreus clodius
Leucothyreus clodius är en skalbaggsart som beskrevs av Ohaus 1931. Leucothyreus clodius ingår i släktet Leucothyreus och familjen Rutelidae. Inga underarter finns listade i Catalogue of Life.